# Jacu (Araci)
Jacú é um dos 52 povoados integrantes do município brasileiro de Araci, estado da Bahia.
Localiza-se a 5.8 km da sede do município. e a cerca de 226 km da capital Salvador.

Não se conhece com clareza a razão do povoado ter sido nomeado com o nome popular da ave Penelope, comum na América do Sul e América Central, assim como não se sabe com precisão a data exata de quando a comunidade teve início. Segundo moradores da região, o povoado remete ao início da década de 70, contando assim com aproximadamente 45 anos a 50 anos. Atualmente o Jacú conta com uma população aproximada de 364 habitantes.

## Geografia
Jacu é o povoado araciense mais próximo geograficamente de sua sede, o acesso é feito pela Rodovia Santos Dumont (BR-116), seguido por trecho de estrada de chão.
Localizado ao Norte do município em relação a sede, com uma distância 4.9 Km se medida em linda reta e a 5.8 Km.

### Clima
Assim como é em sua sede Araci, assim é com clima do povoadodo Jacu, em reação ao clima é tropical, com mais pluviosidade no verão que no inverno. Sendo classificado como Aw segundo a Köppen e Geiger.

### Ecologia e meio ambiente
Jacu está inserido numa região de Caatinga, percebe-se porem uma certa variação entre seus subgrupos, podendo-se observar muito definidamente ambas as classes, a da Caatinga arbustiva e da Caatinga arbórea. Não se sabe porem, ou não foi feito estudo algum, dentre a Caatinga arbustiva quais de seus nove subgrupos podem ser encontrado na região, assim como da Caatinga arbórea, entre seus três subgrupos. 
Além disso, independente do tipo original ou principal do bioma, a atividade humana provocou grande descaatingamento, isto feito para fins de criação de pastos para os gados e para a finalidade de áreas de plantações. Observa-se porem que, em boa partes destas grandes áreas, onde a vegetação natural foi suprimidas, a vegetação voltou a crescer e ocorre com uma certa deficiência, surgindo um sub-bioma com características específicas, tal situação é comum em quase todo a extensa área do município.

## Religiosidade
O Povoado dispõe de um pequeno templo da Igreja Adventista do Sétimo Dia. e uma Capela Católica.

## Economia
A população da comunidade do Jacú tira seu sustento basicamente da agricultura e a pecuária.
- Na agricultura planta-se com frequência a mandioca, aipim, e feijão, milho mas o povoado tem recebido incentivo do governo municipal para aumentar a produção neste setor [9]
- Na pecuária o que se destaca é a criação de gado, cabras e ovelhas.

O povoado também recebe destaque na criação de galináceos.

## Infraestrutura
Jacu é um povoado araciense que dispõe organizado modelo urbano, conta com praça pública, ruas, comércios, escola, igrejas e associação de moradores.
Conta com rede pública de energia elétrica e de sistema público de fornecimento de água encanada. Alguns trechos ou partes do povoado dispõe de pavimentação com pedras em paralelipípedo.
O Povoado tem apresentado considerável crescimento urbano, isso acontece em partes pelo fato de ser o povoado o mais próximo da sua sede, fato que explica a procura por terrenos na região pelos moradores de Araci.

### Educação
No povoado está situado a seguinte escola:

#### Escola Jose de Anchieta
Esta unidade escolar é uma escola a nível infantil ao ensino fundamental, conta com 13 funcionários e dispõe de condição estrutural satisfatória para o padrão local.
Infraestrutura escolar
- Alimentação escolar para os alunos;
- Água filtrada Água da rede pública;
- Energia da rede pública
- Fossa;
- Lixo destinado à queima;
- Acesso à Internet Banda larga.

Equipamentos
- Aparelho de TV;
- Aparelho de som;
- Câmera fotográfica/filmadora;
- Projetor multimídia (datashow).

Estrutura física
- Almoxarifado;
- Banheiro fora do prédio;
- Cozinha;
- Despensa;
- Duas salas de aulas;
- Quadra de esportes coberta;
- Sala de secretaria;
- Treze funcionários.

### Criminalidade e segurança pública
A Segurança Pública do povoado do Jacu é provida pela Secretaria de Segurança Pública da sede do município Araci, por intermédio das polícias militar, civil e pela guarda civil municipal.

### Serviços e comunicação
O abastecimento de água do povoado do Jacu é feito pela concessionária de serviços de saneamento básico EMBASA - Empresa Baiana de Águas e Saneamento S.A., estatal pertencente ao governo estadual baiano.
Na área energética a responsável pelo abastecimento é a Companhia de Eletricidade do Estado da Bahia, atualmente uma empresa privada, de participação interna e externa, portanto de capital misto, atende a cidade de Araci todos os seus distritos e povoados, assim como é feito em 414 municípios baianos dos 417 existentes.
O serviço de telefonia fixa é atualmente operado pela Telemar, também conhecida por pelo nome Oi (seu nome de mercado ou nome fantasia).

## Cultura

### Esporte
Jacu dispõe de um campo de futebol onde acontece, com base em sorteios, disputas pelo campeonato rural araciense. Dispõe também de quadra poliesportiva púbica,